# Юренев, Николай Алексеевич
Николай Алексеевич Юренев  (1792—1850) — костромской и архангельский вице-губернатор.

## Биография
Отец — Алексей Яковлевич Юренев; мать — Александра Харитоновна, дочь Харитона Лукича Зуева.
В 1808 году поступил на службу в свиту Е. И. В. по квартирмейстерской части в корпус колонновожатых и в следующем году был переведён портупей-прапорщиком в лейб-гвардии Преображенский полк. В 1811 году был произведён в прапорщики и подпоручики.
Принимал участие в Отечественной войне 1812 года, сражался при Бородине; затем участвовал в заграничном походе русской армии, был в сражениях при Люцене и Бауцене и за отличия, оказанные в этих сражениях, был награжден орденом Св. Владимира 4-й ст. с бантом; дошёл до Парижа.
В 1813 году был произведён в поручики, в 1816 — в штабс-капитаны, в 1818 — в капитаны и в 1820 году — в полковники. В 1821 году он был назначен к начальнику главного штаба по особым поручениям и был командирован в Оренбург по разным секретным делам. В 1822 году он был экстренно командирован в Новоладожский и Тихвинский уезды для принятия мер к искоренению существовавшей там заразы и конского падежа. В 1823 году ревизовал Архангельское военно-сиротское отделение, а в 1824 году был назначен временным полицмейстером по случаю наводнения. В 1827 году он был командирован в Витебск, Киев, Херсон, Екатеринослав и Балаклаву для ревизии кантонистов, а в следующем году проводил ревизию для открытия злоупотреблений по отправлениям артиллерийских снарядов в действующую против турок армию.
В 1829 году перешёл в гражданскую службу и был назначен в Высочайше утверждённую комиссию для составления положения о шляхте и в том же году получил знак отличия беспорочной службы за XV лет и чин действительного статского советника.
В 1831 году вместе с производством в действительные статские советники он был назначен Костромским вице-губернатором, а в 1835 году был переведён на ту же должность в Архангельскую губернию, где был недолго в связи с причисление его к министерству внутренних дел. В 1838 году он был командирован в Ярославскую и Костромскую губернии для собирания сведений об устройстве хлебных запасных магазинов, о состоянии в них наличного хлеба и о видах предстоящего в том году урожая. Кроме того, на него было возложено ещё ряд важных поручений. Последним из таких поручений было — исследование о рыбном промысле на реке Свири, для чего была учреждена особая комиссия в 1841 году в Вытегре.
В 1844 году он вышел по расстроенному здоровью в отставку. Умер 10 (22) марта 1850 года.